# Syzygium caroli
Syzygium caroli är en myrtenväxtart som beskrevs av Friedrich Ludwig Diels. Syzygium caroli ingår i släktet Syzygium och familjen myrtenväxter. Inga underarter finns listade i Catalogue of Life.